# إيستون (كاليفورنيا)
إيستون (بالإنجليزية: Easton CDP, California)‏ هي منطقة سكنية تقع بولاية كاليفورنيا في الولايات المتحدة. تبلغ مساحتها 7.799 كم2، وترتفع عن سطح البحر 84 م، بلغ عدد سكانها 2,083 نسمة في عام 2010 حسب إحصاء مكتب تعداد الولايات المتحدة وتصل الكثافة السكانية فيها 267.1 نسمة لكل كيلومتر مربع (691.8/ميل2).

## التركيبة السكانية
حدّد مكتب تعداد الولايات المتحدة بيانات التركيبة السكانية لإيستون في تعداد الولايات المتحدة. في ما يلي، التركيبة السكانية حسب تعدادي 2000 و2010.

### تعداد عام 2000
بلغ عدد سكان إيستون 1,966 نسمة بحسب تعداد عام 2000، وبلغ عدد الأسر 623 أسرة وعدد العائلات 499 عائلة مقيمة في المنطقة السكنية. في حين سجلت الكثافة السكانية 252.1 نسمة لكل كيلومتر مربع (652.9/ميل2). وبلغ عدد الوحدات السكنية 648 وحدة بمتوسط كثافة قدره 83.1 لكل كيلومتر مربع (215.2/ميل2).
وتوزع التركيب العرقي للمنطقة السكنية بنسبة 58.04% من البيض و0.61% من الأمريكيين الأفارقة و3.36% من الأمريكيين الأصليين و3.97% من الأمريكيين ذوي الأصول الآسيوية و29.35% من الأعراق الأخرى و4.68% من عرقين مختلطين أو أكثر و51.78% من الهسبانيون أو اللاتينيون من أي عرق.
بلغ عدد الأسر 623 أسرة كانت نسبة 43.3% منها لديها أطفال تحت سن الثامنة عشر تعيش معهم، وبلغت نسبة الأزواج القاطنين مع بعضهم البعض 62.3% من أصل المجموع الكلي للأسر، ونسبة 12.4% من الأسر كان لديها معيلات من الإناث دون وجود شريك، بينما كانت نسبة 5.5% من الأسر لديها معيلون من الذكور دون وجود شريكة وكانت نسبة 19.9% من غير العائلات. تألفت نسبة 17.5% من أصل جميع الأسر من عدة أفراد يعيشون في نفس المنزل ونسبة 8.3% كانت تتألف من شخص يعيش بمفرده يبلغ من العمر 65 عاماً أو أكثر. وبلغ متوسط حجم الأسرة المعيشية 3.16، أما متوسط حجم العائلات فبلغ 3.57.
بلغ العمر الوسطي للسكان 35.3 عاماً. وكانت نسبة 30.2% من القاطنين تحت سن الثامنة عشر، وكانت نسبة 8.6% بين الثامنة عشر والرابعة والعشرين عاماً، ونسبة 24.8% كانت واقعةً في الفئة العمرية ما بين الخامسة والعشرين والرابعة والأربعين عاماً، ونسبة 23% كانت ما بين الخامسة والأربعين والرابعة والستين، ونسبة 13.3% كانت ضمن فئة الخامسة والستين عاماً فما فوق. يوجد لكل 100 أنثى 102.3 ذكر، ويوجد لكل 100 أنثى في الثامنة عشر من عمرها فما فوق 95.7 ذكر.
بلغ متوسط دخل الأسرة في المنطقة السكنية 31,172 دولارًا، أما متوسط دخل العائلة فبلغ 36,250 دولارًا. وكان متوسط دخل الذكور 39,583 دولارًا مقابل 21,071 دولارًا للإناث. وسجل دخل الفرد الخاص بالمنطقة السكنية 13,598 دولارًا. وكانت نسبة 16.8% من العائلات ونسبة 24% من السكان تحت خط الفقر، وكان من هؤلاء نسبة 37.7% تحت سن الثامنة عشر ونسبة 11.2% في الخامسة والستين من العمر وما فوق.

### تعداد عام 2010
بلغ عدد سكان إيستون 2,083 نسمة بحسب تعداد عام 2010، وبلغ عدد الأسر 629 أسرة وعدد العائلات 510 عائلة مقيمة في المنطقة السكنية. في حين سجلت الكثافة السكانية 267.1 نسمة لكل كيلومتر مربع (691.8/ميل2). وبلغ عدد الوحدات السكنية 667 وحدة بمتوسط كثافة قدره 85.5 لكل كيلومتر مربع (221.4/ميل2).
وتوزع التركيب العرقي للمنطقة السكنية بنسبة 59.91% من البيض و0.62% من الأمريكيين الأفارقة و2.78% من الأمريكيين الأصليين و3.26% من الأمريكيين ذوي الأصول الآسيوية و28.47% من الأعراق الأخرى و4.94% من عرقين مختلطين أو أكثر و62.79% من الهسبانيون أو اللاتينيون من أي عرق.
بلغ عدد الأسر 629 أسرة كانت نسبة 42.3% منها لديها أطفال تحت سن الثامنة عشر تعيش معهم، وبلغت نسبة الأزواج القاطنين مع بعضهم البعض 58.7% من أصل المجموع الكلي للأسر، ونسبة 14.5% من الأسر كان لديها معيلات من الإناث دون وجود شريك، بينما كانت نسبة 7.9% من الأسر لديها معيلون من الذكور دون وجود شريكة وكانت نسبة 18.9% من غير العائلات. تألفت نسبة 16.2% من أصل جميع الأسر من عدة أفراد يعيشون في نفس المنزل ونسبة 7.3% كانت تتألف من شخص يعيش بمفرده يبلغ من العمر 65 عاماً أو أكثر. وبلغ متوسط حجم الأسرة المعيشية 3.31، أما متوسط حجم العائلات فبلغ 3.66.
بلغ العمر الوسطي للسكان 35.1 عاماً. وكانت نسبة 27.2% من القاطنين تحت سن الثامنة عشر، وكانت نسبة 11.1% بين الثامنة عشر والرابعة والعشرين عاماً، ونسبة 22.8% كانت واقعةً في الفئة العمرية ما بين الخامسة والعشرين والرابعة والأربعين عاماً، ونسبة 25.5% كانت ما بين الخامسة والأربعين والرابعة والستين، ونسبة 13.4% كانت ضمن فئة الخامسة والستين عاماً فما فوق. وتوزع التركيب الجنسي للسكان بنسبة 51% ذكور و49% إناث.